# Roman (car Bułgarii)
Roman (Symeon II)  (bułg. Роман, Roman, zm. 997) – car bułgarski, syn Piotra I, ostatni przedstawiciel dynastii Kruma. Panował od ok. 986 r. do 991 r. w macedońskiej części Bułgarii.
Roman urodził się około 930 roku jako drugi z synów Piotra I i Marii Lekapeny. Prawdopodobnie w 963 roku został wraz z bratem Borysem przekazany przez ojca jako zakładnik na dwór bizantyński. Kiedy w 969 roku, sprowadzony przez cesarza bizantyńskiego przeciw Bułgarom, książę kijowski Światosław niespodziewanie podbił większą część państwa, a car Piotr I zmarł, Nicefor II Fokas wysłał obydwu braci na czele wojsk bizantyńskich do Bułgarii. Borys objął wprawdzie tron carski, nie był jednak w stanie przeciwstawić się Światosławowi i po kolejnych klęskach uznał jego zwierzchnictwo. Ostatecznie po zmianie władzy w Bizancjum nowy cesarz Jan I Tzimiskes w ciągu 970 roku zdobył stolicę Bułgarii Presław i wyparł Światosława na północ. Ostatecznie po trzymiesięcznym oblężeniu naddunajskiej Drystry w połowie 971 roku wyparł Światosława z Bułgarii. a Roman wraz z bratem Borysem wrócili jako jeńcy do Konstantynopola.
W niewoli Borys otrzymał tytuł magistra, a Romana wykastrowano, aby nie mógł odziedziczyć tronu bułgarskiego. Po śmierci Jana Tzimiskesa w 976 roku wybuchło powstanie w Sredcu. Obydwu braciom udało się zbiec z niewoli konstantynopolitańskiej. Borys napadnięty w czasie ucieczki zginął z rąk rabusia. Roman uniknął śmierci i dotarł nawet do Widynia. Musiał jednak stamtąd powrócić ponownie do Konstantynopola. 
Walki wewnętrzne w cesarstwie umożliwiły w następnych latach odrodzenie carstwa bułgarskiego na zachodzie z centrum na ziemiach macedońskich, nie zniszczonych działaniami wojennymi i nie podporządkowanych całkowicie Bizancjum. Władza sprawowana początkowo przez czterech braci Komitopulów przeszła ostatecznie w ręce Samuela Komitopula. W 985 roku Samuel zajął Tesalię i zdobył jej główne miasto Larisę. W następnym roku odparł najazd następcy Tzimiskesa, Bazylego II i rozbił 17 sierpnia wycofujące się wojska greckie na przełęczy zwanej Bramą Trajana. W tym samym 986 roku Roman zbiegł z niewoli bizantyńskiej. Został przez Samuela proklamowany władcą państwa i koronowany na cara (986-991). Przybrał wówczas imię Symeona II. Na stolicę Samuel wyznaczył mu Skopje. Samuel jako namiestnik i naczelny wódz z ramienia Romana zdobył w następnych latach Bułgarię naddunajską z Presławiem, grody Werrię i Serwię w południowej Macedonii, a 989 roku Albanię z twierdzą Dracz i cały Epir. W 991 roku car Roman dostał się do niewoli bizantyńskiej. Zmarł w więzieniu bizantyńskim w 997 roku.

## Związki rodzinne
|  |                 |                  |                                     |                                                |                                                |                                                  |                                                  |                                              |          |       |       |  |
|  | 1 nieznana żona | 1 nieznana żona  | 1 nieznana żona                     | Symeon I (ur. 866, zm. 927, panował 893–927)   | Symeon I (ur. 866, zm. 927, panował 893–927)   | 2 córka Georgi Sursuwuła                         | 2 córka Georgi Sursuwuła                         | 2 córka Georgi Sursuwuła                     |          |       |       |  |
|  |                 |                  |                                     |                                                |                                                |                                                  |                                                  |                                              |          |       |       |  |
|  |                 |                  | 1                                   | 1                                              | 2                                              | 2                                                | 2                                                | 2                                            | 2        | 2     | ?     |  |
|  |                 | Michał (zm. 931) | Michał (zm. 931)                    |                                                |                                                | Iwan                                             | Iwan                                             | Beniamin                                     | Beniamin | córki | córki |  |
|  |                 |                  |                                     |                                                |                                                |                                                  |                                                  |                                              |          |       |       |  |
|  |                 |                  |                                     | Piotr I (ur. po 912, zm. 969, panował 927–969) | Piotr I (ur. po 912, zm. 969, panował 927–969) | Maria Lekapena (wnuczka cesarza Romana Lekapena) | Maria Lekapena (wnuczka cesarza Romana Lekapena) |                                              |          |       |       |  |
|  |                 |                  |                                     |                                                |                                                |                                                  |                                                  |                                              |          |       |       |  |
|  |                 |                  |                                     |                                                |                                                |                                                  |                                                  |                                              |          |       |       |  |
|  |                 |                  |                                     |                                                |                                                |                                                  |                                                  |                                              |          |       |       |  |
|  |                 |                  | Borys II (zm. 976, panował 969–971) | Borys II (zm. 976, panował 969–971)            |                                                |                                                  | Roman (Symeon II) (zm. 997, panował 986–991)     | Roman (Symeon II) (zm. 997, panował 986–991) |          |       |       |  |